# Бубнов, Александр Владимирович
Александр Владимирович Бу́бнов (род. 25 апреля 1959, Курск) — российский поэт, литературный критик и филолог; визуальный поэт, эссеист, автор-исполнитель, педагог, композитор, теоретик и практик палиндромии и экспериментальных форм стиха, доктор филологических наук. Член Русского ПЕН-центра, Российского союза профессиональных литераторов (РСПЛ), Южнорусского Союза писателей (ЮРСП) и Союза журналистов России. Основатель и куратор арт-лит-фестиваля «Курский контекст» и Фестиваля Литературного Эксперимента (ФЛЭ).
Автор диссертаций на соискание учёной степени кандидата филологических наук «Языковые особенности русского палиндрома» (Тамбов, 1997) и доктора филологических наук «Лингвопоэтические и лексикографические аспекты палиндромии» (Орёл, 2002). Автор терминов, фиксирующих новые формы и приёмы в комбинаторной поэзии: монопалиндром, кругозвучие (циклофон), пантограмма (омограмма), буквологика (буквология) и др.

## Биография
Александр Владимирович Бубнов родился 25 апреля 1959 года в Курске. Окончил школу № 4 (1976) и Курский политехнический институт (ныне — ЮЗГУ), где получил специальность инженера по направлению "теплогазоснабжение и вентиляция" (1981). Учась в институте, поступил в музыкальную школу № 4 Курска, вечернее отделение которой окончил в 1983 году (по классу фортепиано). С 1983 по 1987 год, уже работая педагогом, учился на историко-теоретическом отделении Курского музыкального училища (ныне — Курский музыкальный колледж им. Г. В. Свиридова). В течение 25 лет работал педагогом дополнительного образования в Курске (Дом пионеров / Дом детского творчества Железнодорожного округа), а также в Серпухове и Москве по авторским программам «Словесно-интеллектуальные игры и игровые формы литературного творчества» (разработал авторские игры «Трилогос», «Бубики», «Тетралог», «Гексалог» и многие др.), «Основы художественной фотографии», «Авторская песня и основы гитарного аккомпанемента» (разработал авторскую демократичную методику по освоению песенного гитарного аккомпанемента «с нуля» без углубления в теорию музыки и нотную грамоту).  
Параллельно с профессиональной педагогической деятельностью в 1997 году Александр Бубнов окончил аспирантуру Тамбовского госуниверситета и в 2001 году — докторантуру Орловского госуниверситета. Первый рядовой педагог дополнительного образования в России, защитивший докторскую диссертацию (первая диссертация по проблемам палиндрома и «игровой» поэзии в целом). Перед защитой, в феврале 2003 года, Александр Владимирович стал победителем Курского областного конкурса педагогов дополнительного образования «Сердце отдаю детям». В 1998—2000 гг. читал авторский курс «Развивающая лингвистика» в Курском государственном педагогическом университете (ныне - Курский госуниверситет), в 2008—2010 гг. — авторские курсы по истории русской философии и философии точных наук в качестве профессора Московской Академии образования (МАО), параллельно и позже — в 2004—2015 гг. — курсы «Концепции и модели журналистики», «Теория и практика работы с научным текстом», «Актуальные проблемы современной науки и журналистика», «Межкультурные коммуникации» и многие другие в качестве доцента и профессора кафедр Курского института социального образования — филиала РГСУ. Сферы научных и преподавательских интересов автора: лингвистика, лингвопоэтика, теория и история литературы и журналистики, стиховедение, риторика, философия, культурология и др. Александр Владимирович является организатором многих литературных проектов, которые проходят в культурных центрах Москвы и Курска. Тема буквологической литературы и словесных игр для таких проектов разрабатывается им с 1990-х годов.

## Творчество
Стихи, палиндромические и визуальные стихи, эссе и критические статьи печатались в антологиях и сборниках, а также в журналах «Смена», «Волга», «Персона», «Журнал ПОэтов», «Дети Ра», «Футурум АРТ», «Иероглиф», «Новое литературное обозрение», «Новая реальность», «Другое полушарие», «Южное сияние» (Одесса), «Луч» (Удмуртия), «Пражский парнас» (Прага), «Черновик» (Нью-Йорк), «MADI Art Periodical» (Будапешт), «Stetoscope» (Париж), «Reflection» (Чикаго) и др.

## Цитата
Александр Бубнов — поэт нового типа. Научные изыскания не мешают ему писать душевную, тонкую лирику. Звание доктора филологических наук не препятствует перфомансам и бардовскому исполнению своих стихов. Единство всех этих разносторонних интересов и умений — впечатляет.
— Александр Карпенко

## Награды и премии
- Лауреат Международной литературной премии имени Петра Вегина (2008), учреждённой литературно-музыкальным салоном «Дом Берлиных» (Лос-Анджелес, США) совместно с Всеамериканским Фондом Булата Окуджавы[12][13];
- Лауреат VI Международного Пражского фестиваля в номинации «Публицистика» (2013)[14];
- Лауреат премии журнала «Дети Ра» (2014), (2016) в номинации "Поэзия";
- Дипломант Международного литературного Волошинского конкурса в номинации «Фотопоэзия / Литпроцесс non-stop» (2015)[15];
- Победитель Международного творческого конкурса «МИРСКОНЦА-2015» (в номинации "Музыка"), организованного Домом-музеем Велимира Хлебникова в Астрахани к 130-летию со дня рождения Поэта[16];
- Лауреат журнала «Зинзивер» в номинации "критика" (2015)[17];
- Серебро Всероссийского литературного Фестиваля Фестивалей «ЛиФФт» (2017)[18];
- Международная отметина имени отца русского футуризма Давида Бурлюка (2017)[19];
- Лауреат поэтической премии Константина Кедрова Президентского фонда культурных инициатив (2024)[20].

## Книги
- Бубнов А. В. Первая книга третьего тысячелетия (Первая авторская книга стихов, от начала и до конца сочинённая и изданная в третьем тысячелетии). — М.: Изд. дом «Юность», 2001. — 56 с. (илл. автора)[21] ISBN 5-88653-039-8
- Бубнов А. В. !Я отстой отстоя!: Стихи, палиндромы и др.: Книга в спичечном коробке с одной спичкой. Курск — Москва: АСМ, 2006. — 12 с. [под псевд. F.FON BUBNOFF][22]
- Бубнов А. В. Полное собранЬе сочинений: Стихотворения. — СПб.: Академия исследований культуры, 2015. — 237 с.: цв. портр. — ISBN 978-5-94396-194-6[23]

## Критические статьи
- Александр Бубнов «Жанры, строфы, стили, языки...» / Ростов-на-Дону: «Дон» № 4, 2015 — 6[24].
- Александр Бубнов «Стиховая звезда Александра Вепрёва» / Ижевск: «Луч» № 3, 2017[25].
- Александр Бубнов «В лаборатории свободного слова» / Одесса: «Южное Сияние» № 2, 2018[26].
- Александр Бубнов «Интегральная "игра в бисер" в стихотворении Нади Делаланд "Туман спадает…"» / Одесса: «Южное Сияние» № 2, 2020[27].
- Александр Бубнов «Интеграция свободы и игры» / Одесса: «Южное Сияние» № 4, 2020[28].
- Александр Бубнов Александр Гумённый, «ИНЕТ_СОИТИЕ» / СПб: «Зинзивер», № 4, 2023[29].

## Научные труды
- Бубнов А. В. Палиндромия (лингвопоэтические и лексикографические аспекты): Монография. — 2002. — 144 с.
- Бубнов А. В. Палиндромия с точки зрения... : Самая объёмная книга о русском палиндроме. — 1998. — 272 с.
- Бубнов А. В. Палиндромно-циклические формы: Кругозвучие. — 1999. — 20 с.
- Бубнов А. В. Типология палиндрома: Исследование палиндромных и околопалиндромных форм: Опыт учебного пособия-словаря. — 2000. — 160 с.

## Фестиваль Литературного Эксперимента
6 августа и 9 августа в Москве 2019 года, в Культурном центре академика Д.С. Лихачева, состоялся первый Фестиваль Литературного Эксперимента (ФЛЭ). Дата фестиваля была выбрана не случайно — 6 августа родились Дмитрий Авалиани (1938–2003), Георгий Спешнев (1912–1987) и Владимир Бурич (1932–1994), каждый из которых своими литературными экспериментами расширил представления о стиле, форме и языке. Фестиваль Литературного Эксперимента (ФЛЭ) провёл его основатель и куратор — Александр Бубнов. 6 августа 2020 года ФЛЭ проводился второй раз. Без рефлексии эксперимент теряет смысл, поэтому ФЛЭ продолжился 9 августа проектом «РеФЛЭксикон».
В 2022 году в Культурном центре академика Д. С. Лихачева прошёл III Фестиваль литературного эксперимента (ФЛЭ). В рамках мероприятия прошли III Интегральные чтения и презентация первого выпуска «Антология Интегрального стиха».

## Интервью
- «Новые известия» 2017, 2 декабря: Александр Бубнов: "Созерцаю теперь, огорошенный, незаконнорождённые стихи…";
- «Курская правда» №128, 2017: "Курский авангард в мировом контексте";
- «Городские известия» № 3957, 2017 / Павел Рыжков: "В ПЕН-клубе вот что происходит...";
- Еженедельник «Курск»: Образы «Курского контекста», Беседовал Олег Качмарский;
- Телерадиокомпания «Сейм»: «Этим вечером» 20.02.15;
- «Курская правда» № 168, 2009: Вероника Тутенко: «В "сетях" Слова».